# Oasis (Nevada)
Oasis é uma área não incorporada do condado de Elko, estado de Nevada, Estados Unidos. Fica na junção da State Route 233 e Interstate 80, a cerca de 64 quilómetros a oeste da fronteira entre o estado do Nevada, com o de Utah. Construída ao longo da Central Pacific Railroad (agora Union Pacific Railroad), a estrada caminha ao longo do lado norte da vila.

## Departamentos do estado do Nevada existentes na vila
- Nevada Department of Forestry[1]
- Nevada Department of Transportation, Pequop Maintenance Station[1]